# Physalaemus ephippifer
Physalaemus ephippifer är en groddjursart som först beskrevs av Franz Steindachner 1864.  Physalaemus ephippifer ingår i släktet Physalaemus och familjen Leiuperidae. IUCN kategoriserar arten globalt som livskraftig. Inga underarter finns listade i Catalogue of Life.